# Serpophaga hypoleuca
A Serpophaga hypoleuca a madarak (Aves) osztályának verébalakúak (Passeriformes) rendjébe és a királygébicsfélék (Tyrannidae) családjába tartozó faj.

## Rendszerezése
A fajt Philip Lutley Sclater és Osbert Salvin  írták le 1866-ban.

## Alfajai
- Serpophaga hypoleuca hypoleuca P. L. Sclater & Salvin, 1866
- Serpophaga hypoleuca pallida E. Snethlage, 1907
- Serpophaga hypoleuca venezuelana Zimmer, 1940[2]

## Előfordulása
Az Amazonas-medencében, Bolívia, Brazília, Ecuador, Kolumbia, Peru és Venezuela területén honos. A természetes élőhelye szubtrópusi és trópusi cserjések és szavannák, kimondottan folyók és patakok közelében. Állandó, nem vonuló faj.

## Megjelenése
Testhossza 10,5 centiméter, testtömege 5,5–6,7 gramm.

## Életmódja
Kisebb rovarokkal táplálkozik.

## Természetvédelmi helyzete
Az elterjedési területe rendkívül nagy, egyedszáma pedig stabil. A Természetvédelmi Világszövetség Vörös listáján nem fenyegetett fajként szerepel.